# Григоровка (Широковский район)
Григоровка (укр. Григорівка) — село,
Чапаевский сельский совет,
Широковский район,
Днепропетровская область,
Украина.
Код КОАТУУ — 1225883303. Население по переписи 2001 года составляло 120 человек.

## Географическое положение
Село Григоровка находится на расстоянии в 0,5 км от села Благодатное, в 1-м км от села Новоукраинка и в 2-х км от села Оленовка.
По селу протекает пересыхающий ручей с запрудой.